# Città di Warrnambool
La città di Warrnambool è una Local Government Area che si trova nello Stato di Victoria. Essa si estende su una superficie di 120 chilometri quadrati e ha una popolazione di 32.029 abitanti. La sede del consiglio si trova a Warrnambool.